# Grupo CEEE
O Grupo CEEE era constituído por empresas oriundas do processo de reestruturação societária da Companhia Estadual de Energia Elétrica (CEEE).
Em 2021, a CEEE-D foi vendida em um leilão para a Equatorial pelo valor de R$ 100 mil reais. No mesmo ano, a CEEE-T foi vendida em um leilão para a CPFL pelo valor de R$ 2,6 bilhões de reais. Em julho de 2022, a CEEE-G foi vendida para a Companhia Florestal do Brasil, vinculada à Companhia Siderúrgica Nacional (CSN) por R$ 928 milhões.

## Origem
Em atendimento à Lei Federal 10.848/04, que determina que as atividades de geração, transmissão e distribuição de energia devem ser alocadas em empresas diferentes, o Grupo CEEE passou a operar em dezembro de 2006. Acumulou uma experiência de quase 80 anos no setor elétrico, atuando nos segmentos de geração, transmissão e distribuição de energia elétrica destinados ao suprimento do Rio Grande do Sul. 
O Grupo CEEE foi originalmente formado pela empresa holding denominada Companhia Estadual de Energia Elétrica Participações - CEEE Par e suas duas controladas: a Companhia Estadual de Geração e Transmissão de Energia Elétrica - CEEE-GT e a Companhia Estadual de Distribuição de Energia Elétrica - CEEE-D, permanecendo o Governo do Estado do Rio Grande do Sul com o controle acionário e o poder de gestão de todas as empresas oriundas do processo de reestruturação.
Desde a sua fundação, o grupo sempre se posicionou como um dos 10 maiores entre as empresas do Rio Grande do Sul em termos de receita e ativo, bem como um dos maiores da Região Sul e também do Brasil, conforme ranking da Fundação Getúlio Vargas.
Produzia 75% da energia hidrelétrica gerada no RS, possuía 5.781 km em linhas de transmissão de energia no Estado e distribuía energia elétrica para um terço do mercado gaúcho através de 47.000 km de redes urbanas e rurais, localizadas em 72 municípios, fornecendo eletricidade a cerca de 3,5 milhões de pessoas. Atuava, também, em programas de combate ao desperdício de energia e eletrificação rural, além de diversos projetos sociais, culturais e ambientais, destacando-se no panorama nacional e latino-americano pelo elevado índice de satisfação manifestado por seus clientes e consumidores.

## Privatização

### Antecedentes
A Lei Estadual nº 10.900/1996 promoveu uma reestruturação societária e patrimonial da CEEE, tendo esta sido desdobrada em várias empresas.
Em outubro de 1997, foi realizado o leilão de privatização na Bolsa de Valores do Extremo Sul de duas empresas de distribuição de energia da CEEE. A Companhia Norte-Nordeste de Distribuição de Energia foi adquirida pelo consórcio formado por VBC Energia (Votorantim, Bradesco e Camargo Correa), PREVI e CEA (com sede nos Estados Unidos) por R$ 1,635 bilhão (ágio de 82,62%), dando origem à RGE. A Companhia Centro-Oeste de Distribuição de Energia Elétrica foi adquirida pela AES Corporation por R$ 1,51 bilhão, dando origem à AES Sul. Apenas a região metropolitana de Porto Alegre, Centro-Sul, Sul e o litoral gaúcho continuaram a ser atendidos pela distribuição de energia da estatal. 
Em julho de 1997, foi constituída a Companhia de Geração Térmica de Energia Elétrica - CGTEE, que passou a controlar as usinas termelétricas da CEEE. Em 30 de novembro de 1998, a CGTEE foi transferida para a União em troca da renegociação da dívida do estado. Em 30 de junho de 2000, a empresa foi transferida para a Eletrobras. A CEEE permaneceu apenas com as suas usinas hidrelétricas e seu parque de transmissão de energia.

### Regime de Recuperação Fiscal
A privatização da CEEE foi elaborada no contexto das negociações do governo do estado junto ao governo federal para adesão ao Regime de Recuperação Fiscal, nas gestões dos governadores José Ivo Sartori (MDB), Eduardo Leite (PSDB) e Ranolfo Vieira Júnior (PSDB).
Em maio de 2019, a Assembleia Legislativa do Rio Grande do Sul aprovou a a PEC 272/2019 que retira da Constituição Estadual a obrigatoriedade da realização de plebiscito para a venda da CEEE, da Companhia Riograndense de Mineração (CRM) e da Companhia de Gás do Estado do Rio Grande do Sul (Sulgás).
Em julho de 2019, a Assembleia Legislativa do Estado autorizou o Poder Executivo do Estado do Rio Grande do Sul a promover medidas de desestatização da Companhia Estadual de Energia Elétrica – CEEE, sancionada e promulgada pela lei n°. 15.298, de 04 de julho de 2019.
Com a autorização legislativa, o Banco Nacional de Desenvolvimento Econômico e Social (BNDES) foi contratado pelo Governo do Estado do Rio Grande do Sul, em 16 de agosto de 2019, para conduzir o processo de privatização das empresas do Grupo CEEE.
No 1º trimestre de 2021, a CEEE-D foi vendida em um leilão para a Equatorial pelo valor de R$ 100 mil reais. A prioridade do grupo Equatorial é pagar o passivo financeiro da distribuidora gaúcha, que chega ao montante de R$ 4,1 bilhões.
No mesmo ano, a CEEE-T foi vendida em um leilão para a CPFL pelo valor de R$ 2,6 bilhões de reais.
Em julho de 2022, a Companhia Estadual de Geração de Energia Elétrica (CEEE-G) foi vendida para a Companhia Florestal do Brasil, vinculada à Companhia Siderúrgica Nacional (CSN) por R$ 928 milhões.